# Echanella rugusa
Echanella rugusa är en fjärilsart som beskrevs av Holland. Echanella rugusa ingår i släktet Echanella och familjen nattflyn. Inga underarter finns listade i Catalogue of Life.